# Mitchell Duke
Mitchell Duke (Liverpool, Sídney, Nueva Gales del Sur, 18 de enero de 1991) es un futbolista australiano que juega como delantero en el F. C. Machida Zelvia de la J1 League de Japón.

## Selección nacional
En 2013 jugó cuatro veces y marcó dos goles para la selección de fútbol de Australia.
| Selección | País      | Año   |
| --------- | --------- | ----- |
| Absoluta  | Australia | 2013- |

## Clubes
| Club                              | País           | Año       |
| --------------------------------- | -------------- | --------- |
| Central Coast Mariners            | Australia      | 2011-2015 |
| Blacktown City (cedido)           | Australia      | 2011      |
| Shimizu S-Pulse                   | Japón          | 2015-2018 |
| Western Sydney Wanderers          | Australia      | 2019-2020 |
| Al-Taawoun F. C.                  | Arabia Saudita | 2020-2021 |
| Western Sydney Wanderers (cedido) | Australia      | 2021      |
| Fagiano Okayama                   | Japón          | 2021-2022 |
| F. C. Machida Zelvia              | Japón          | 2023-     |

## Estadísticas

### Selección nacional
| Selección de fútbol de Australia | Selección de fútbol de Australia | Selección de fútbol de Australia |
| Año                              | Part.                            | Goles                            |
| -------------------------------- | -------------------------------- | -------------------------------- |
| 2013                             | 4                                | 2                                |
| 2019                             | 2                                | 0                                |
| 2021                             | 9                                | 5                                |
| 2022                             | 10                               | 2                                |
| 2023                             | 7                                | 2                                |
| 2024                             | 13                               | 1                                |
| 2025                             | 3                                | 1                                |
| Total                            | 48                               | 13                               |

### Goles como internacional
| N.º | Fecha                    | Lugar                                                     | Oponente      | Marcador | Resultado | Competición                |
| --- | ------------------------ | --------------------------------------------------------- | ------------- | -------- | --------- | -------------------------- |
| 1.  | 25 de julio de 2013      | Hwaseong Stadium, Hwaseong, Corea del Sur                 | Japón         | 2–1      | 3–2       | Copa de Asia Oriental 2013 |
| 2.  | 28 de julio de 2013      | Estadio Olímpico de Seúl, Seúl, Corea del Sur             | China         | 3–4      | 3–4       | Copa de Asia Oriental 2013 |
| 3.  | 7 de junio de 2021       | Estadio Internacional Jaber Al-Ahmad, Kuwait City, Kuwait | China Taipéi  | 4–0      | 5–1       | Clasificación Mundial 2022 |
| 4.  | 7 de junio de 2021       | Estadio Internacional Jaber Al-Ahmad, Kuwait City, Kuwait | China Taipéi  | 5–1      | 5–1       | Clasificación Mundial 2022 |
| 5.  | 2 de septiembre de 2021  | Estadio Internacional Jalifa, Doha, Catar                 | China         | 3–0      | 3–0       | Clasificación Mundial 2022 |
| 6.  | 7 de octubre de 2021     | Estadio Internacional Jalifa, Doha, Catar                 | Omán          | 3–1      | 3–1       | Clasificación Mundial 2022 |
| 7   | 16 de noviembre de 2021  | Estadio Sharjah, Sharjah, Emiratos Árabes Unidos          | China         | 0–1      | 1–1       | Clasificación Mundial 2022 |
| 8.  | 25 de septiembre de 2022 | Eden Park, Auckland, Nueva Zelanda                        | Nueva Zelanda | 0–1      | 0–2       | Amistoso                   |
| 9.  | 26 de noviembre de 2022  | Estadio Al Janoub, Al Wakrah, Catar                       | Túnez         | 0–1      | 0–1       | Mundial 2022               |